# Huawei Nova 8i
Huawei Nova 8i (стилізовано як HUAWEI nova 8i) — смартфон середнього рівня, розроблений компанією Huawei, що входить у серію Nova. Був представлений 7 липня 2021 року. Також 13 серпня того ж року відокремленим брендом Honor була представлена подібна модель Honor X20, що відрізняється процесором, підтримкою 5G та відсутністю ултраширококутного модуля камери. 25 жовтня того ж року був представлений Honor Play 5 Youth Edition, що відрізняється від Honor X20 дизайном блоку камери, відсутністю макромодуля та підвищеною частотою оновлення дисплею. Також 25 жовтня для глобального ринку був представлений Honor 50 Lite, що ідентичний до Huawei Nova 8i, але з кольорами від Honor X20 та присутніми сервісами Google Play.

## Дизайн
Екран виконаний зі скла. Корпус виконаний з глянцевого пластику.
Знизу розміщені роз'єм USB-C, динамік, мікрофон та слот під 2 SIM-картки. Зверху розташований другий мікрофон та 3.5 мм аудіороз'єм. З правого боку розміщені кнопки регулювання гучності та кнопка блокування смартфона, в яку вбудований сканер відбитків пальців.
Huawei Nova 8i продається в 3 кольорах: чорному (Starry Black), сріблястому (Moonlight Silver) та синьому (Interstellar Blue).
В Китаї Honor X20 продається в 3 кольорах: чорному, сріблястому та синьому.
В Китаї Honor Play 5 Youth продається в чорному та синьому кольорах.
Honor 50 Lite продається в 3 кольорах: чорному (Midnight Black), сріблястому (Space Silver) та синьому (Deep Sea Blue).

## Технічні характеристики

### Платформа
Huawei Nova 8i та Honor 50 Lite отримали процесор Qualcomm Snapdragon 662 та графічний процесор Adreno 610.
Honor X20 та Play 5 Youth Edition отримав процесор MediaTek Dimensity 900 та графічний процесор Mali-G78 MC4.

### Батарея
Батарея отримала об'єм 4300 мА·год та підтримку 66-ватної швидкої зарядки.

### Камери
Huawei Nova 8i та Honor 50 Lite отримав основну квадрокамеру 64 Мп, f/1.8 (ширококутний) + 8 Мп, f/2.4 (ультраширококутний) з кутом огляду 120° + 2 Мп, f/2.4 (макро) + 2 Мп, f/2.4 (сенсор глибини) з фазовим автофокусом.
Honor X20 отримав основну потрійну камеру 64 Мп, f/1.8 (ширококутний) + 2 Мп, f/2.4 (макро) + 2 Мп, f/2.4 (сенсор глибини) з фазовим автофокусом.
Honor Play 5 Youth Edition отримав основну подіійну камеру 64 Мп, f/1.8 (ширококутний) + 2 Мп, f/2.4 (сенсор глибини) з фазовим автофокусом.
Основна камера всіх моделей має здатністю запису відео в роздільній здатності 1080p@30fps. Фронтальна камера отримала обох моделей отримала роздільність 16 Мп, світлосилу f/2.2 (ширококутний) та здатність запису відео у роздільній здатності 1080p@30fps.

### Екран
Екран IPS LCD, 6.67", FullHD+ (2376 × 1080) зі щільністю пікселів 391 ppi, частотою оновлення дисплею 120 Гц та овальним вирізом під фронтальну камеру, що розміщений у верхньому лівому кутку.

### Пам'ять
Huawei Nova 8i та Honor 50 Lite продається в комплектаціях 6/128 та 8/128 ГБ. В Україні Huawei Nova 8i доступний виключно у комплектації 6/128 ГБ.
Honor X20 продається в комплектаціях 6/128 та 8/256 ГБ.
Huawei Play 5 Youth продається в комплектаціях 8/128 та 8/256 ГБ.

### Програмне забезпечення
Huawei Nova 8i був випущений на EMUI 11 на базі Android 11. На смартфоні відсутні сервіси Google Play, тож для встановлення додатків використовується магазин додатків від Huawei AppGallery.
Honor X20, Play 5 Youth Editon та 50 Lite були випущені на Magic UI 4.2 на базі Android 11. Honor X20 та Play 5 Youth Editon призначені виключно для ринку Китаю, тож у них відсутні сервіси Google Play, а на Honor 50 Lite — присутні.